# Dachverband für Budotechniken Nordrhein-Westfalen
Der Dachverband für Budotechniken Nordrhein-Westfalen e. V. ist ein Dachverband für Kampfkunst- und Kampfsportverbände des Bundeslandes Nordrhein-Westfalen. Er ist Mitglied im Landessportbund Nordrhein-Westfalen und hat seinen Sitz in Duisburg.

## Struktur
Die Ziele des Dachverbandes für Budotechniken NW sind – seit der Gründung am 27. März 1982 in Duisburg – die Vereins- und Verbandsangelegenheiten der Budo-Verbände innerhalb des LandesSportBundes Nordrhein-Westfalen zu stärken und die Interessen anerkannter Budo-Disziplinen zu vertreten.
Grundsätzlich ist der Dachverband für Budotechniken NW parteipolitisch neutral und vertritt den Grundsatz religiöser, weltanschaulicher und rassischer Toleranz. Weiterhin akzeptiert und respektiert er die finanzielle, personelle und sportliche Autonomie seiner Mitglieder und gestattet freien Sportverkehr der Mitglieder untereinander.

### Präsidium
Das Präsidium des Dachverbandes für Budotechniken NW besteht aus einem Präsidenten und zwei Vize-Präsidenten, welche vierjährlich durch die Mitgliederversammlung des Dachverbandes für Budotechniken NW gewählt werden. Das aktuelle Präsidium besteht aus:
- Präsident: Axel Gösche (Judo-Verband)
- Vizepräsident: Thorsten Mesenholl (Kendo-Verband)
- Vizepräsident: Antonio Barbarino (Taekwondo-Union)

### Mitglieder

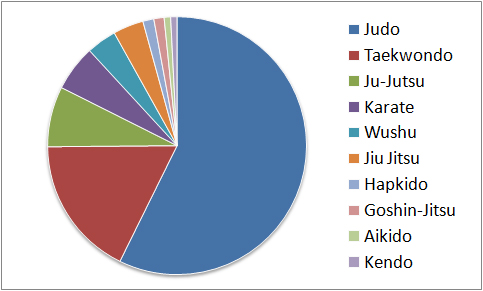
Übersicht der Mitglieder nach der Kampfkunst (Stand 2008)

Insgesamt zählt der Dachverband für Budotechniken NW weit über 80.000 Budosportler in 15 Fachverbänden. Die Mitgliedszahlen innerhalb der einzelnen Fachverbände sind allerdings sehr unterschiedlich. So zählt der Judo-Verband als größter Verband 42.007 Mitglieder und der Deutsche Fachsportverband für Jiu Jitsu als kleinster Verband 599 Mitglieder (Stand: 1. Januar 2016).

### Fachverbände
Aktuell gehören dem Dachverband für Budotechniken NW 15 Fachverbände an, in denen folgende Kampfkünste bzw. Kampfsportarten betreiben werden: Aikidō, Goshin-Jitsu, Hapkido, Judo, Jiu Jitsu, Ju-Jutsu, Karate, Kendō, Taekwondo und Wushu.
- Nordrhein-Westfälischer Aikido-Verband e. V.
- Goshin-Jitsu Verband Nordrhein-Westfalen e. V.
- Nordrhein-Westfälische Hapkido Verband
- Jiu-Jitsu Union Nordrhein-Westfalen e. V.
- Deutscher Jiu Jitsu Bund – Landesverband Nordrhein-Westfalen e. V.
- Deutscher Fachsportverband für Jiu-Jitsu Nordrhein-Westfalen e. V.
- Nordrhein-Westfälischer Judo-Verband e. V.
- Nordrhein-Westfälischer Ju-Jutsu Verband e. V.
- Karateverband Nordrhein-Westfalen e. V.
- Nordrhein-Westfälischer Kendo-Verband e. V.
- Nordrhein-Westfälische Taekwondo-Union e. V.
- Taekwondo-Union Nordrhein-Westfalen e. V.
- Nordrhein-Westfälischer Taekwon-Do Verband e. V.
- Internationale Taekwon-Do Federation Deutschland – Landesverband Nordrhein-Westfalen e. V.
- Wushuverband Nordrhein-Westfalen e. V.

## Aufgaben

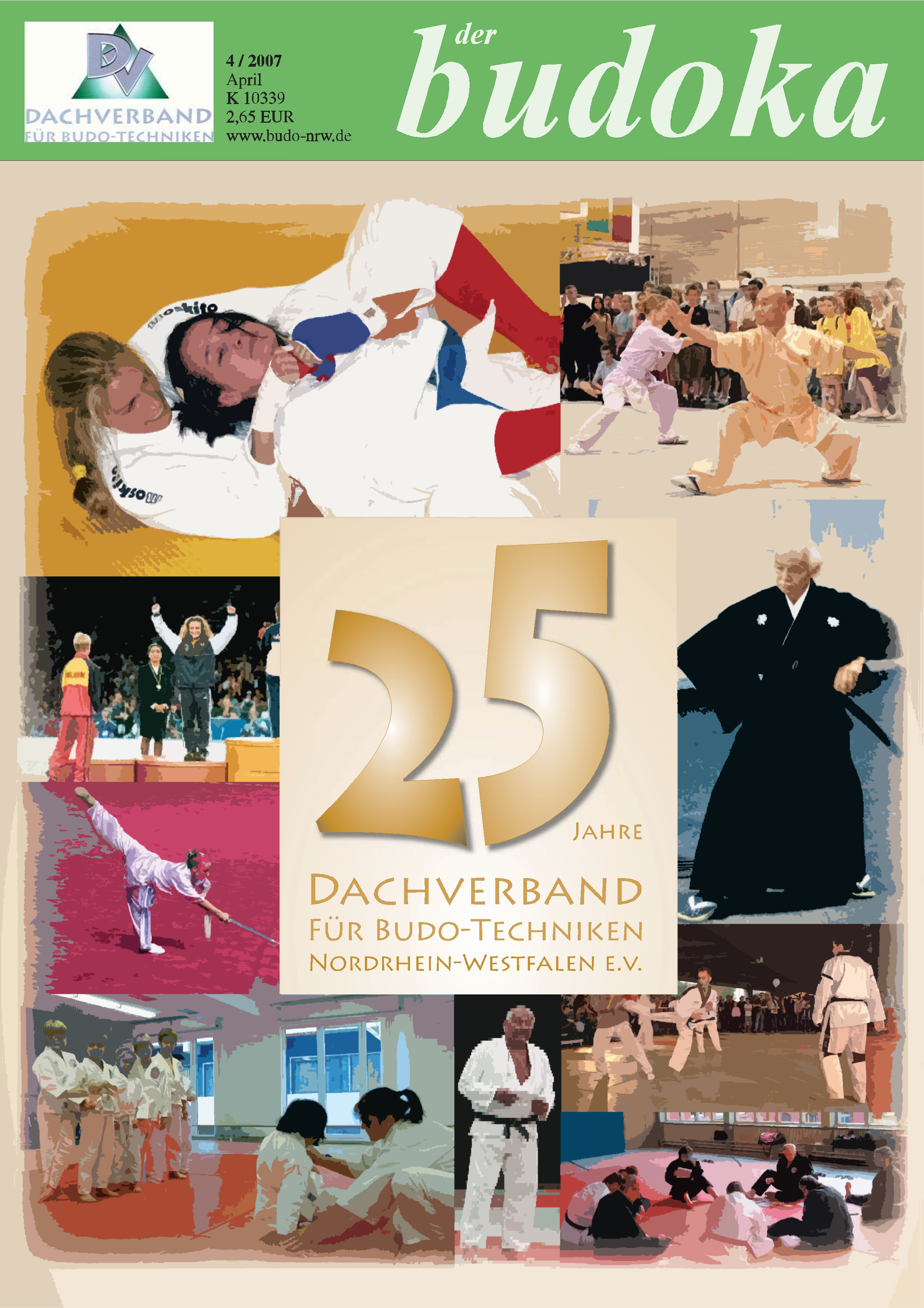
Titelblatt von April 2007 (editiert) der Sportzeitschrift „der budoka“ des Dachverbandes für Budotechniken NW

Als seine Aufgaben werden – neben der Vertretung der Mitgliedsverbände in Verbands- und Vereinsangelegenheiten innerhalb des LandesSportBundes – folgende angesehen:
- Beschaffen öffentlicher Fördermittel der Landesregierung über die Mitgliedschaft im LandesSportBund NRW
- Abwicklungshilfe bei der Abrechnung von Lehrgängen
- Mitwirkung bei der Veröffentlichung von Verbandsnachrichten in der Verbandszeitschrift „der budoka“
- Unterstützung bei Kooperationen und Zusammenschlüssen
- Mitwirkung bei der Organisation öffentlicher Veranstaltungen
- Mithilfe bei der Gestaltung von Lehrinhalten und bei der Organisation und Durchführung der Übungsleiterausbildung
- Beratungsleistungen für alle Belange des Vereins- und Verbandswesens

### Ausbildung
Im Jahr 1997 führte der Dachverband für Budotechniken NW erstmals die Ausbildung zum „Übungsleiter BUDO“ durch. In insgesamt 120 Unterrichtseinheiten werden die Grundlagen für eine qualifizierte fach- bzw. budospezifische Übungsleitertätigkeit in den Vereinen vermittelt. Dabei sind die Ausbildungsinhalte eng mit der allgemeinen Übungsleiter-Ausbildung C des Landessportbundes abgestimmt. Die Voraussetzungen für die Teilnahme an der Budoausbildung sind – neben fachlichen Kenntnissen – die Mitgliedschaft in einem der dem Dachverband für Budotechniken NW angeschlossenen Mitgliedsverbände.

### Veranstaltungen
Seit der Gründung 1982 nimmt der Dachverband für Budotechniken NW an öffentlichen Veranstaltungen teil. Dabei stellten sich die verschiedenen Fachverbände gemeinsam einem breiten Publikum und warben auf diese Weise für ihre Budo-Disziplin.
Gemeinsam mit dem LandesSportBund NRW und weiteren Sportverbänden präsentierte sich der Dachverband für Budotechniken NW in den 1990er Jahren auf der Messe „aktiv leben“ in Düsseldorf, wo die Besucher in Mitmach-Aktionen verschiedene Budo-Disziplinen erproben konnten.
Auch als auf der Jugendmesse YOU der organisierte Sport integriert wurde und 2007 offizielle Feierlichkeiten zum Jubiläum „60 Jahre Land Nordrhein-Westfalen“ begangen wurden, beteiligte sich der Dachverband für Budotechniken NW mit seinen Fachverbänden in unterschiedlicher Form und demonstrierte die Vielfalt des Budo.